# Lacul de acumulare Cuciurgan
Lacul Cuciurgan, de asemenea numit și Limanul Cuciurgan este un lac de acumulare situat în bazinul inferior al Nistrului, în partea sud-estică a Republicii Moldova, la hotar cu Ucraina.
Lacul a fost creat la sfirșitul anilor '50 ai secolului al XX-lea pentru necesitățile viitoarei termocentrale din zonă, primul bloc al căreia a fost dat în exploatare în luna septembrie 1964.

## Aspecte geografice
Alimentarea limanului este efectuată prin râul omonim, care seacă temporar, precum și  de apele umflate ale Nistrului, care trec prin brațul Turunciuc. Fundul este acoperit de nămol argilos cu detritus de o grosime de 0,5-1,0 m, pe o suprafață de 80%. În apropiere de mal fundul este acoperit cu nisip lutos (15% din suprafață). Transparența apei, este de pâna la 170 – 210 cm. În prezent legătura naturală cu brațul Nistrului a fost întreruptă de căderea nivelului apei în Turunciuc cu aproape 3 m. În legătura cu necesitatea păstrarii echilibrului ecologic, anual în limanul din Turunciuc sunt pompate cel puțin 100 de mii de m3 de apă.
Apele limanului sunt folosite pentru răcirea turbinelor termocentralei, dar și în calitate de agent purtător de căldură pentru încălzirea clădirilor din Dnestrovsc. Pentru evacuarea apei calde utilizate, a fost săpat un canal tehnic special, care merge paralel cu lacul de acumulare și se vărsa în el, la aproximativ 1,5 km de centrală electrică. Apa în acest canal nu îngheață iarna, spre deosebire de cea din lacul de acumulare.

## Fauna
Lacul este populat de circa 30 de specii de pești. În anii '80 aici se prindeau anual 160 de tone de pește, spre sfârșitul anilor '90, această cifră s-a micșorat de 10 de ori. În timpul iernii, cea mai mare parte a peștelui se mută în canalul tehnic, care nu ingheață, pescuitul aici fiind interzis. 

## Galerie de imagini

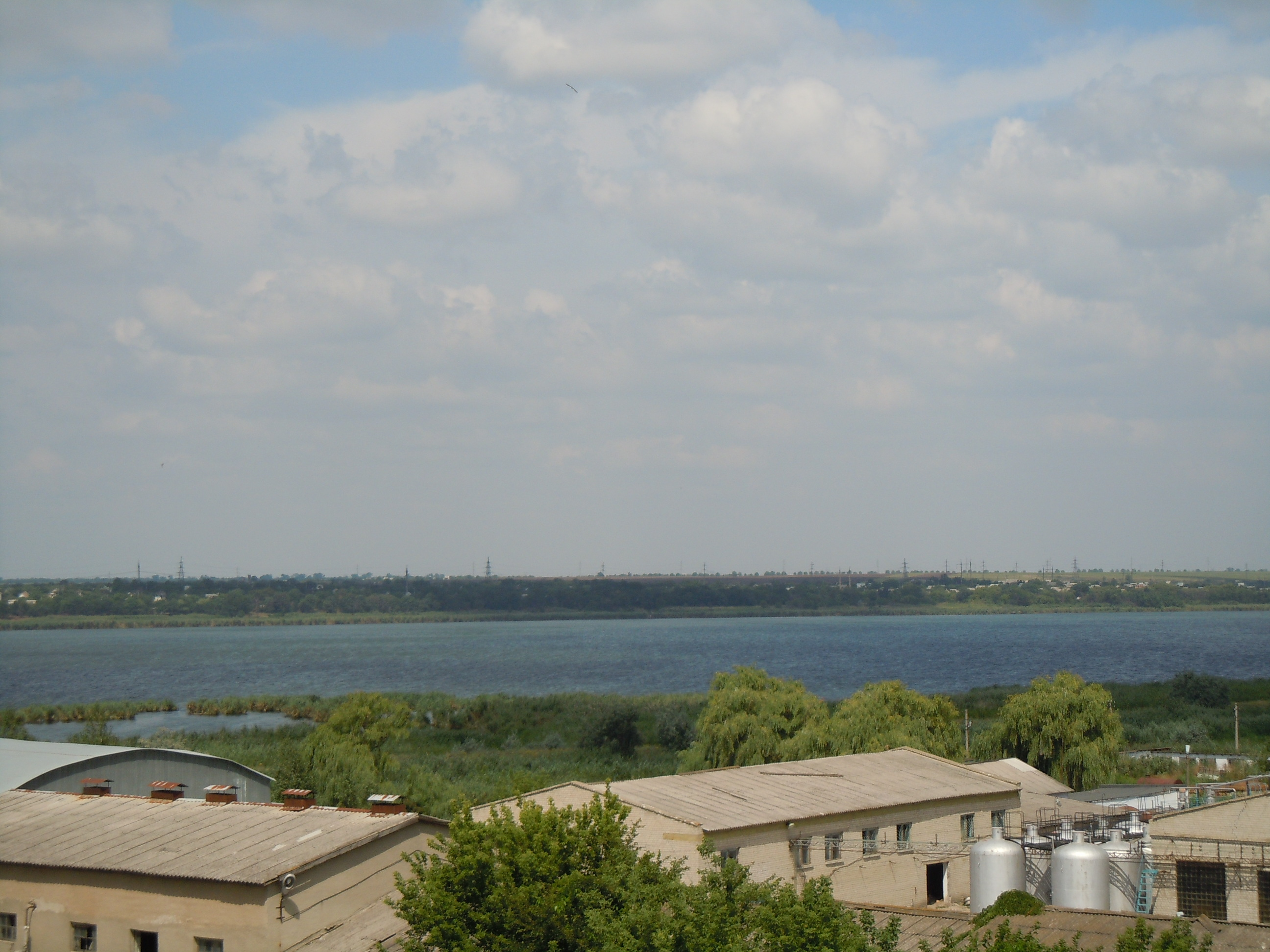
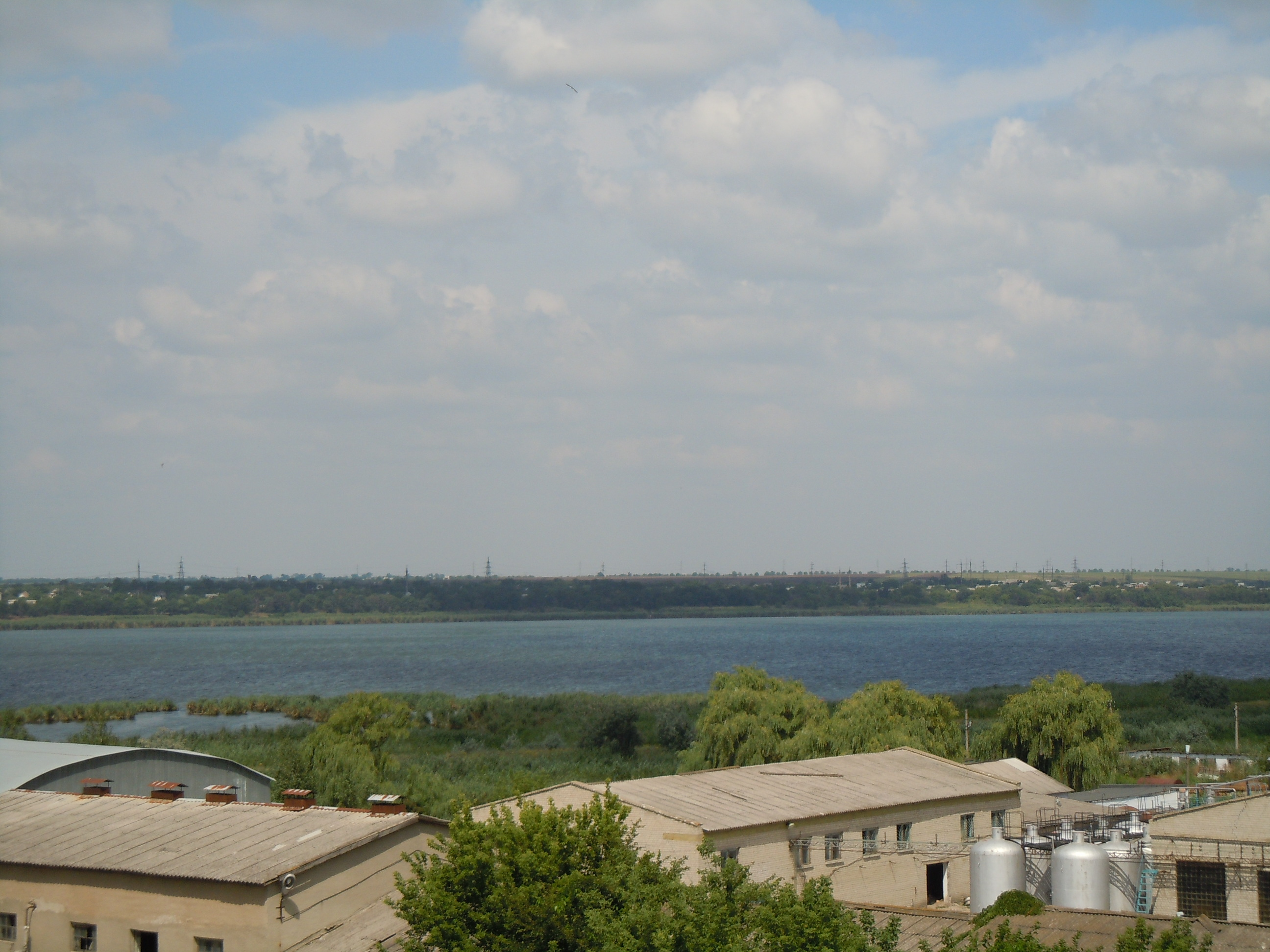
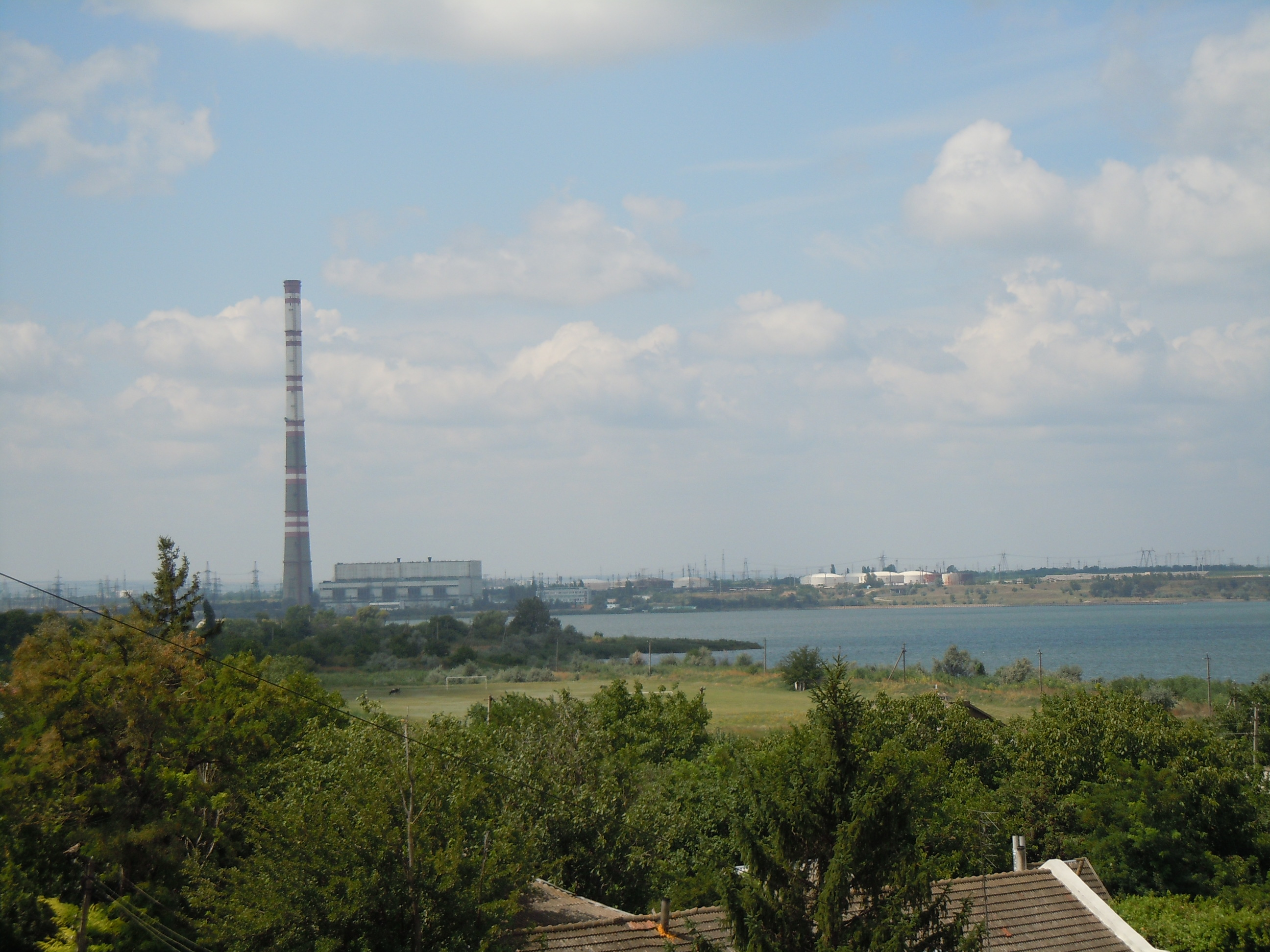